# Rhabdospora cannabina
Rhabdospora cannabina är en lavart som beskrevs av Fautrey 1899. Rhabdospora cannabina ingår i släktet Rhabdospora och familjen Mycosphaerellaceae.   Inga underarter finns listade i Catalogue of Life.